# Encrier Syng

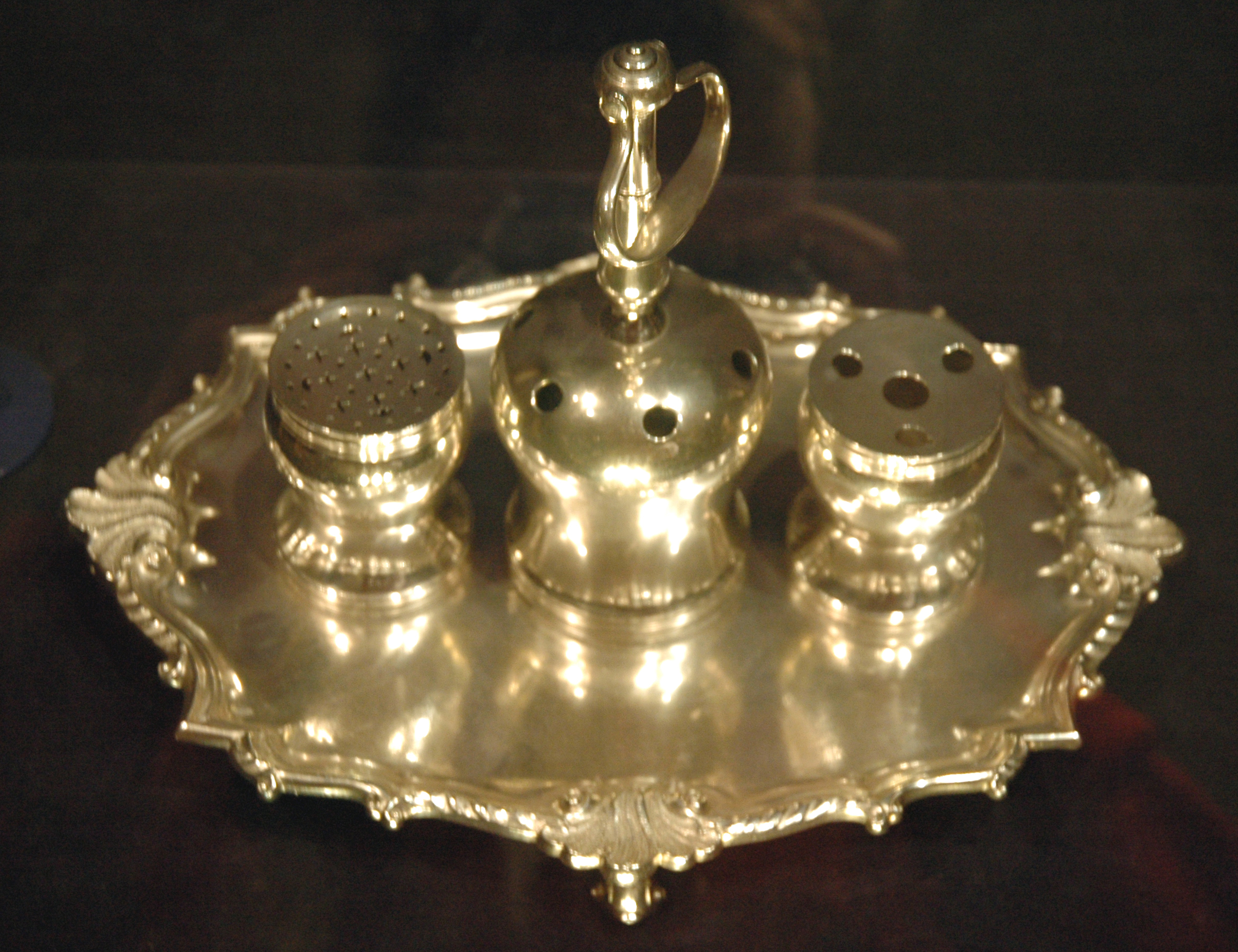
L'encrier Syng.

L'encrier Syng (originellement en anglais Syng inkstand) est l'encrier dans lequel les délégués des treize colonies ont trempé leur plume à l'Independence Hall de Philadelphie, en Pennsylvanie, pour signer la Déclaration d'indépendance, puis la Constitution des États-Unis, respectivement en 1776 et 1787.
Ces deux textes étant fondateurs de la nation américaine, ils constituent des symboles forts aux yeux de ses citoyens, ce qui se fait également sentir pour les objets qui les entourent, et notamment pour cet encrier.
Il est fait d'argent, et ses dimensions sont de 19,2 cm de hauteur pour 18,6 cm de largeur et 26,2 cm de longueur.
Il a été fabriqué par Philip Syng Jr. en 1752 ou 1753 (selon les sources), pour la somme de 25 pounds et 16 pences. Syng était un orfèvre de renom qui travaillait l'argent et parfois l'or pour les familles les plus riches de Philadelphie.
C'est initialement à la Pennsylvania General Assembly que l'encrier appartenait, c'est-à-dire à l'assemblée détenant le pouvoir législatif de Pennsylvanie. Mais la capitale de l'État ayant été transférée de Philadelphie vers Harrisburg en 1812, l'assemblée y a également été déplacée, emportant avec elle l'encrier.
Mais étant donné l'importance symbolique de l'objet, il a finalement été rendu à Philadelphie en 1876, pour le centenaire de la Déclaration d'indépendance. Il est désormais conservé à l'Independance Hall, où il est exposé aux côtés de copies de la Déclaration d'indépendance et de la Constitution.